# Odorrana wuchuanensis
Odorrana wuchuanensis е вид земноводно от семейство Водни жаби (Ranidae). Видът е критично застрашен от изчезване.

## Разпространение
Разпространен е в Китай.